# Kevin Federline
Kevin Earl Federline (Fresno (Californië), 21 maart 1978) is een Amerikaans danser en rapper.
Hij is voornamelijk bekend door zijn huwelijk met popster Britney Spears. Samen waren ze op de Amerikaanse televisie te zien in het programma Britney & Kevin: Chaotic. Federline en Spears hebben samen twee zoons. Op 7 november 2006 vroeg Spears een echtscheiding aan.
Federline is vader van zes kinderen; uit een eerdere relatie met actrice Shar Jackson heeft hij ook nog een dochter en een zoon en met zijn huidige echtgenote Victoria Prince heeft hij twee dochters.

## Muziekcarrière
Federline is als rapper bekend onder de naam 'K-Fed'. De eerste single die hij uitbracht is het nummer Popozão dat niet op het album 'Playing with Fire' staat. Via zijn officiële website bood hij zijn fans het nummer aan. Popozão was een Braziliaans nummer dat Federline zelf geschreven heeft. Erg veel succes had hij niet, zijn album bleef in de Verenigde Staten op de 151ste plaats staan. Muziekblad Rolling Stone had slechts 1 van de 5 sterren over voor Federlines debuutalbum.